# Kita-karamete Rock
Der Kita-karamete Rock (japanisch 北からめて岩 Kita-karamete-iwa, deutsch ‚Nördlicher Hintertürfelsen‘) ist ein Felsvorsprung an der Prinz-Harald-Küste im ostantarktischen Königin-Maud-Land. Am Ostufer der Riiser-Larsen-Halbinsel ragt er 17,5 km nördlich des Minami-karamete Rock auf.
Die Benennung erfolgte 1972 durch das Hauptquartier der japanischen Antarktisforschung nach Erkundungen des Gebiets durch japanische Forscher. Das US-amerikanische Advisory Committee on Antarctic Names übertrug diese Benennung 1975 in einer Teilübersetzung ins Englische.